# Jersey Railways & Tramways
Ne doit pas être confondu avec Tramway de Jersey Shore.

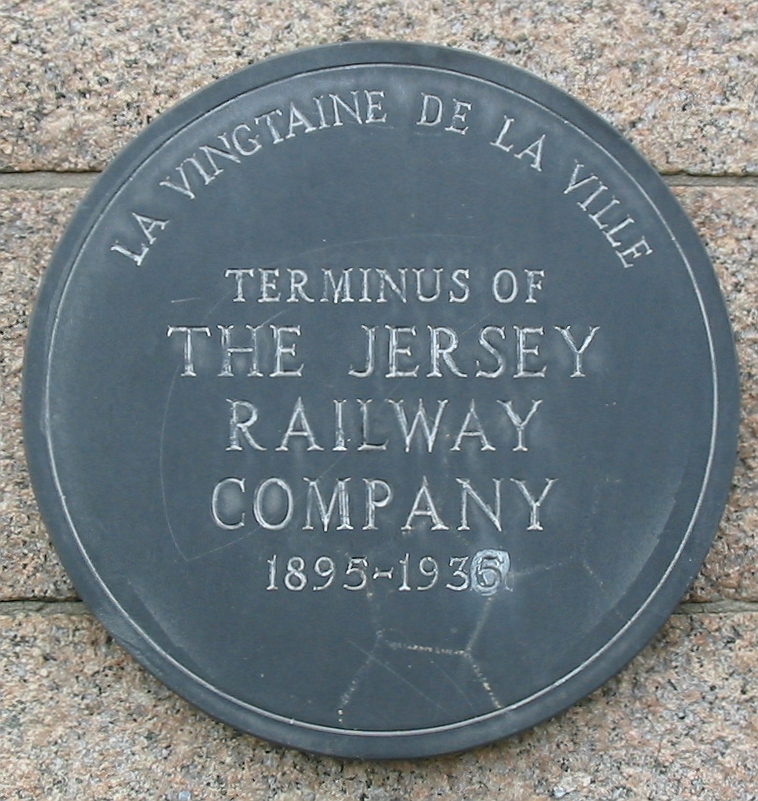
Plaque murale du Jersey Railways & Tramways.

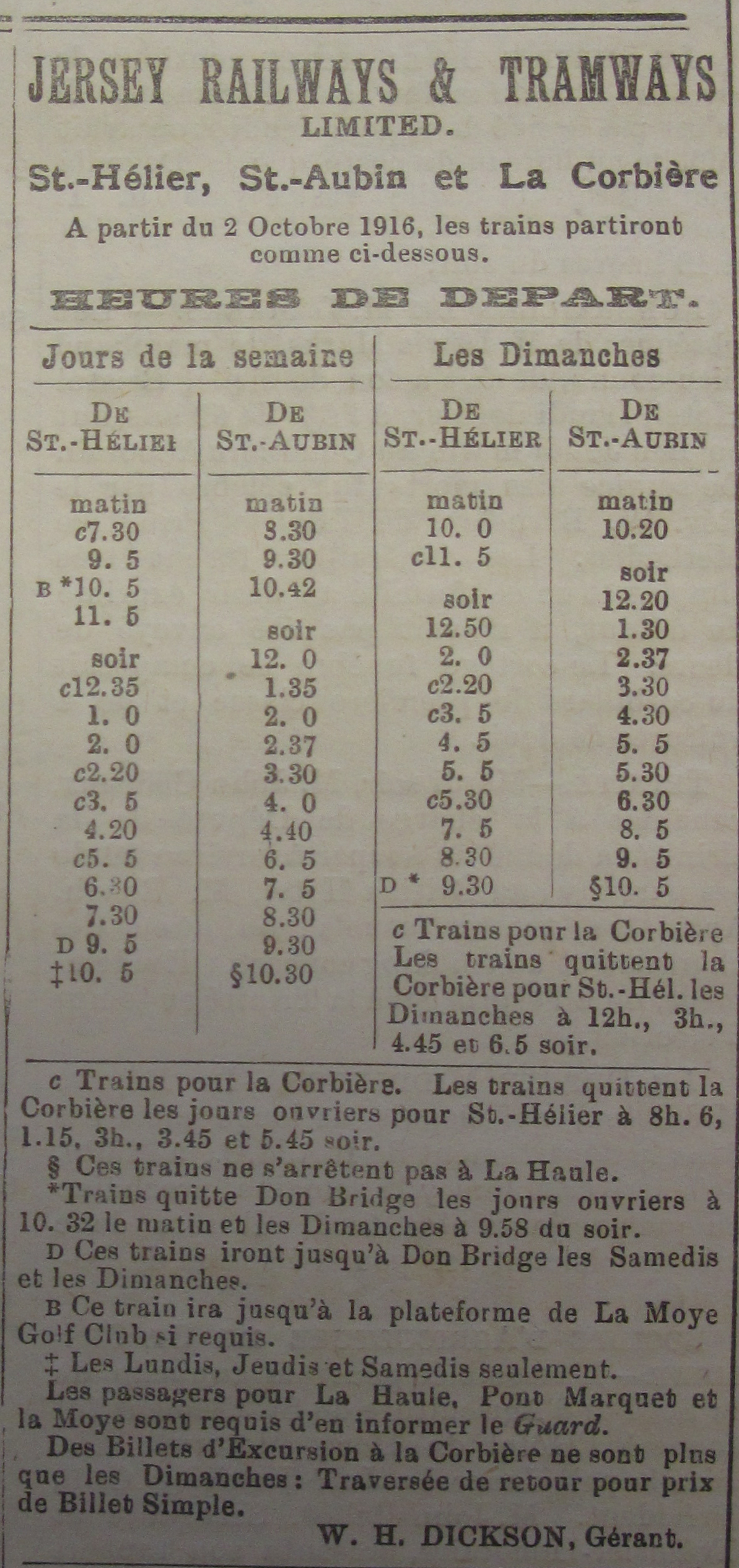
Horaires des trains en 1916.

Le Jersey Railways & Tramways est le nom d'un des deux réseaux ferrés de l'île de Jersey. Il fut ouvert au public en 1870 et fermé définitivement en 1936.

## Historique
En 1864, les  États de Jersey décident de doter l'île Anglo-Normande d'une ligne de chemin de fer. Cette ligne fut construite à l'origine en voie normale avec un écartement des rails est de 1 435 mm. Mais en 1884, lors de son extension, la voie ferrée fut dotée d'un écartement de voie étroite de 1 067 mm.
La ligne reliait Saint-Hélier (quartier de la Vingtaine de la Ville) jusqu'à Saint-Aubin via Saint-Brélade et desservait toute la partie méridionale de l'île. La ligne fut inaugurée le 25 octobre 1870.
En 1873, fut inaugurée une seconde ligne de chemin de fer, la Jersey Eastern Railway qui cessa son activité en 1929.
En 1883, la ligne fusionna avec une petite ligne de chemin de fer qui reliait Saint-Aubin à la Vingtaine de la Moye sous le nom de Jersey Railways Company Limited. Lors de cette fusion fut décidé de réduire l'écartement des rails au format métrique. La ligne fut prolongée jusqu'à la pointe de la Corbière et rouverte au public le 5 août 1885.
En 1895, la ligne était déficitaire et devant une faillite annoncée, elle fut reprise, l'année suivante, sous l'appellation de Jersey Railways & Tramways et prolongée jusqu'à La Corbière Pavillion.
Dans la seconde moitié des années 1920, la concurrence du service des autobus mis à mal le trafic passager de cette ligne de chemin de fer. La fréquentation chuta régulièrement et la ligne fut fermée en 1937 après l'incendie qui détruisit, en octobre 1936, une partie de la gare de Saint-Aubin ainsi que seize wagons.
Durant la Seconde Guerre mondiale, l'Organisation Todt, qui était un groupe de génie civil et militaire de l'Allemagne nationale-socialiste reconstruisit la ligne avec un écartement de 1 000 mm. En 1945, la ligne fut définitivement fermée.
Aujourd'hui, le tracé de la ligne est devenu une piste cyclable et un chemin de randonnée. 
En janvier 2012, un projet a vu le jour pour rouvrir partiellement la ligne entre Saint-Aubin et la pointe de la Corbière.

## Galerie photographique

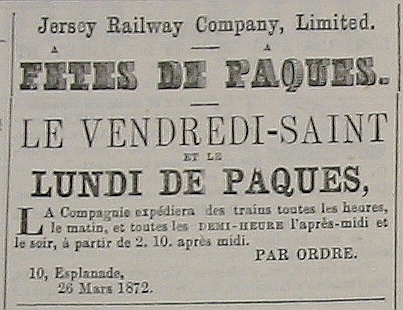
Fêtes de Pâques en 1872
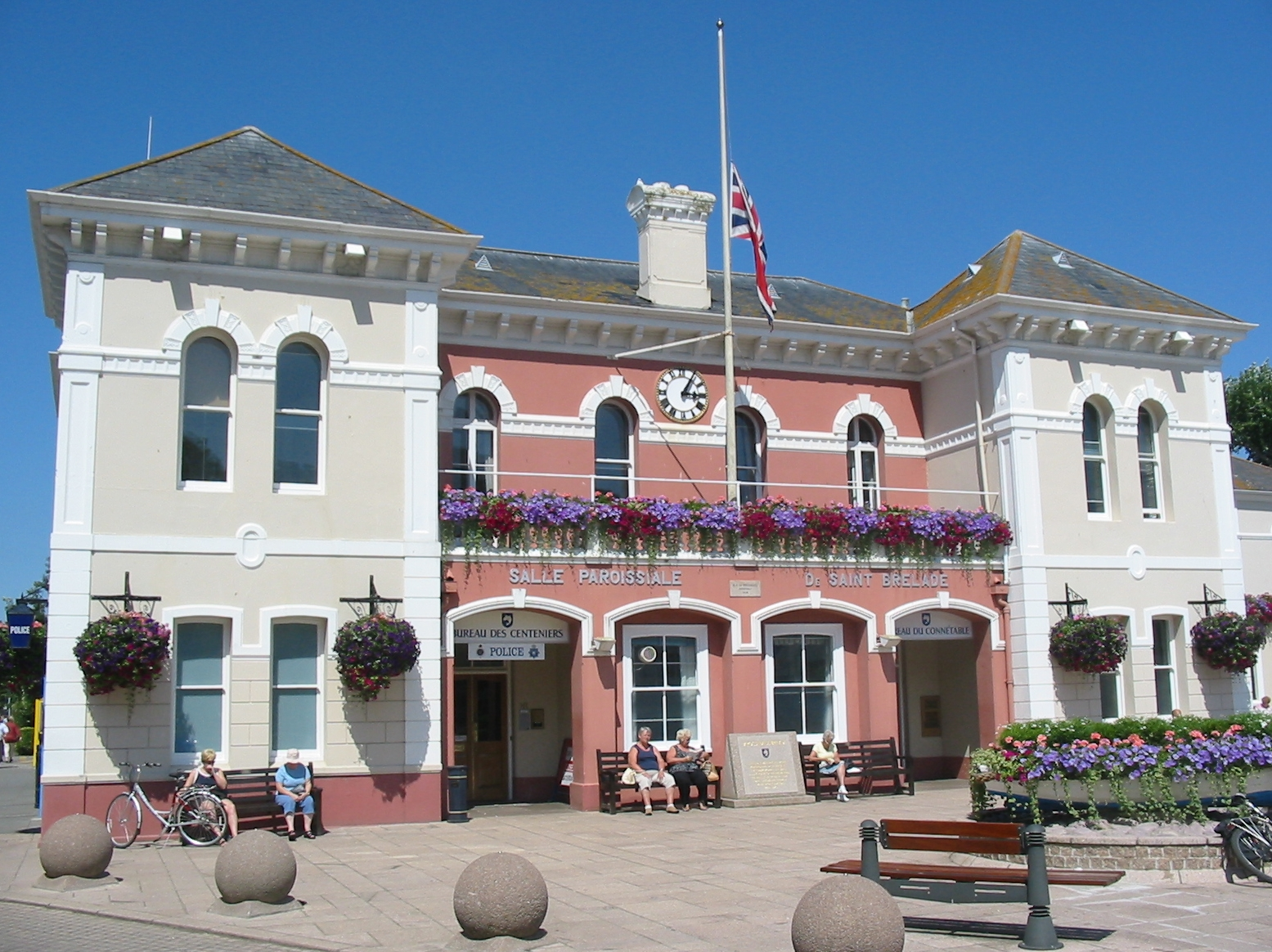
Ancienne gare restaurée de Saint-Brélade
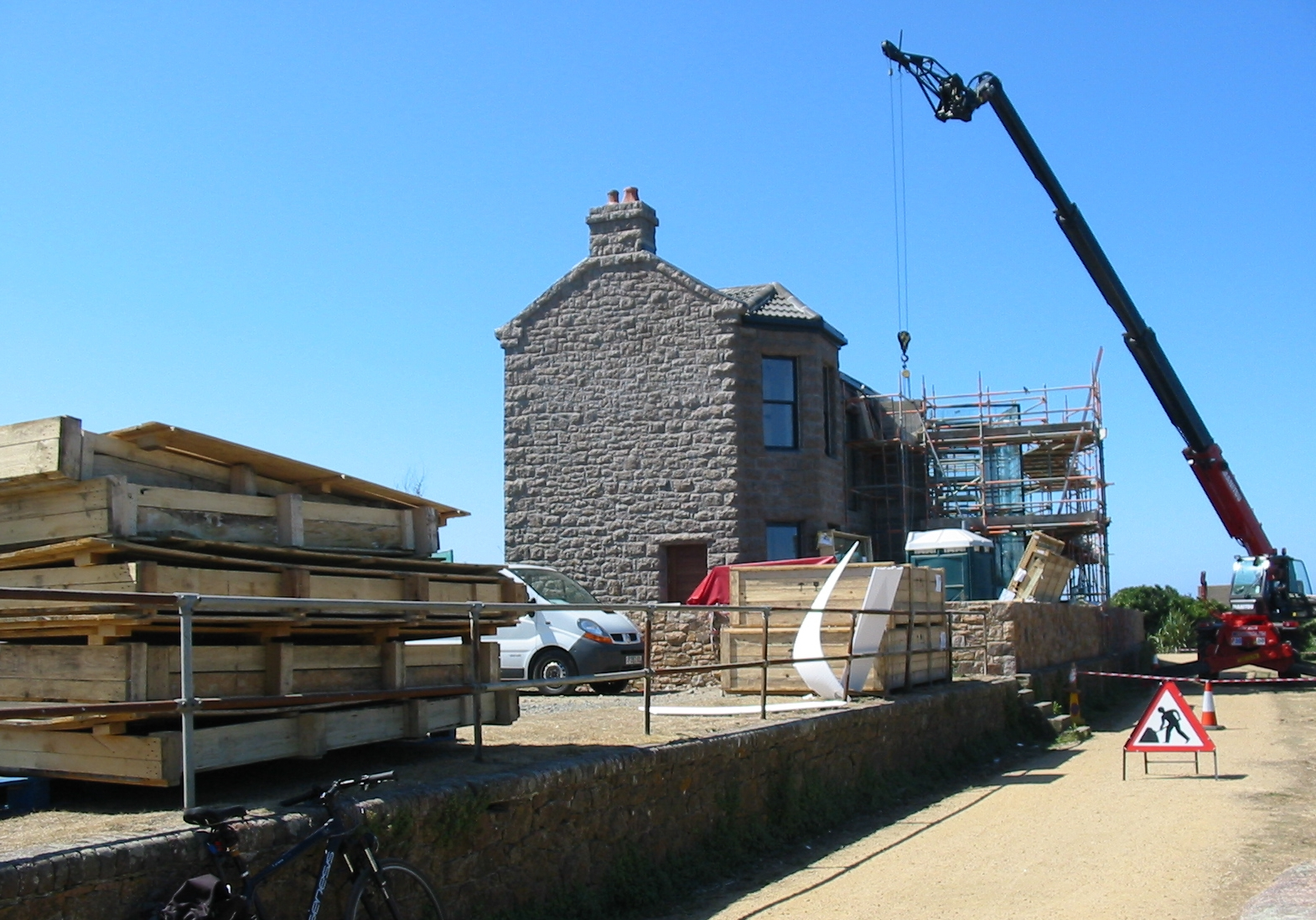
Ancienne gare de La Corbière
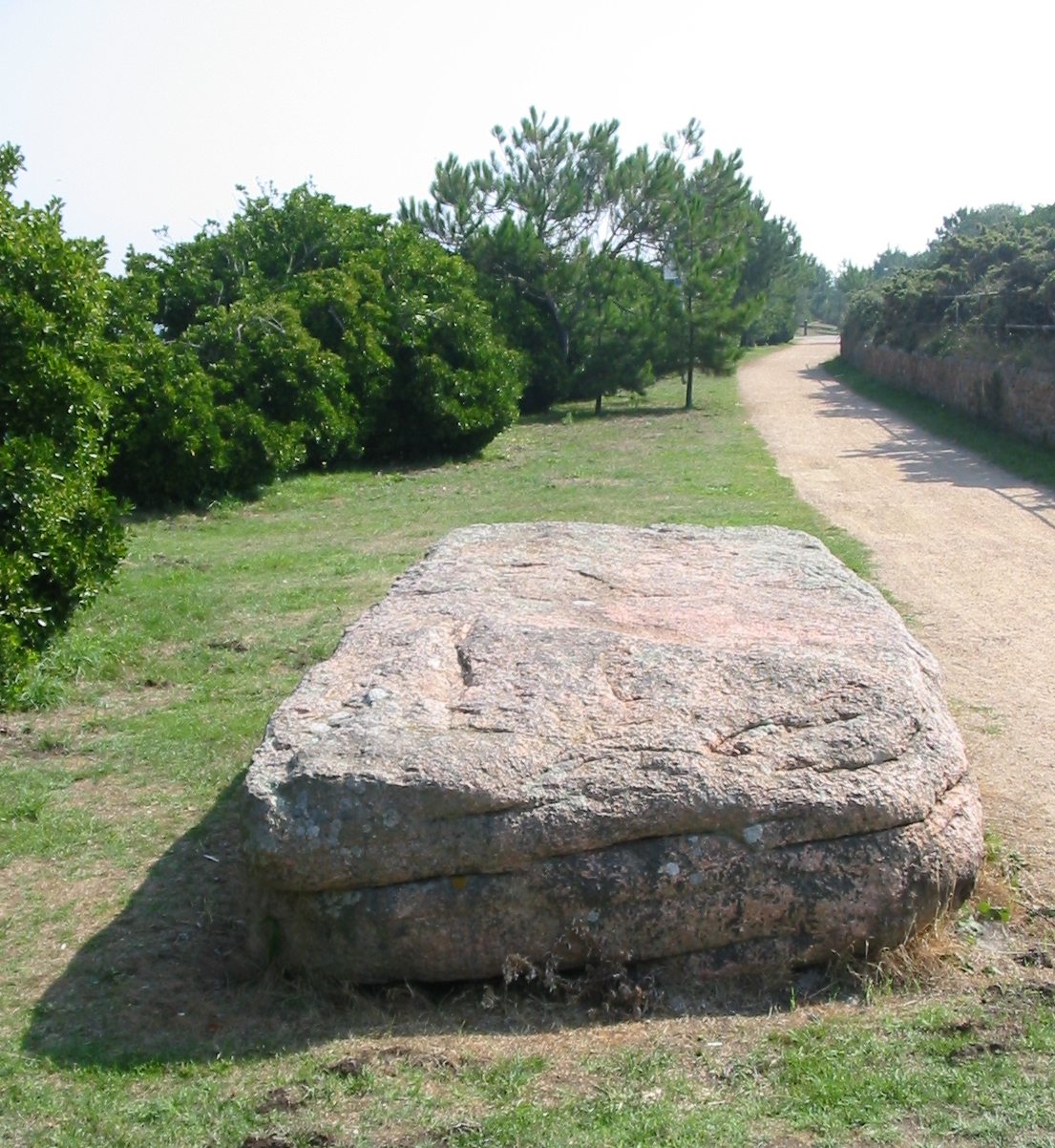
Mégalithe le long de l'ancienne voie ferrée